# بادپر گوشه‌دار
بادپر گوشه‌دار (نام علمی: Harma theobene) نام یک گونه از تبار تبار دریابد است.